# Octomeria cariocana
Octomeria cariocana là một loài thực vật có hoa trong họ Lan. Loài này được Pabst mô tả khoa học đầu tiên năm 1953.